# Muhi
Muhi [ˈmuhi] ist eine Gemeinde im Komitat Borsod-Abaúj-Zemplén. Der Ort liegt an der Hauptstraße 35.

## Geografische Lage
Muhi befindet sich ca. 15 km südlich von Miskolc in Ungarn nahe dem Zusammenfluss von Sajó und Hornád. In der Nähe befindet sich auch die ungarische Weinanbaustadt Tokaj.
Nachbargemeinden sind Hejőkeresztúr 5 km, Köröm 4 km, Nagycsécs 3 km und Ónod 4 km.
Die nächste Stadt Nyékládháza ist 7 km von Muhi entfernt.

## Geschichte
Der Ort wurde durch die Schlacht bei Muhi bekannt, in der am 10. April 1241 die Reiterscharen des Batu Khan ein von König Béla IV. angeführtes ungarisches Heer besiegten.

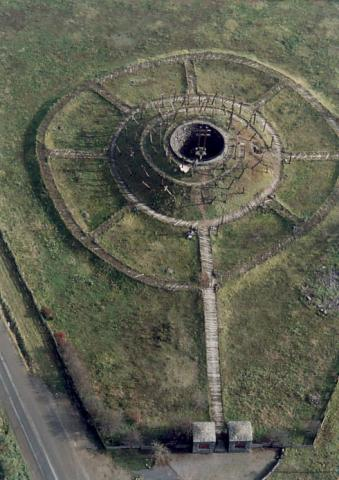
Luftaufnahme: Gedenkstätte von Muhi